# Jake Burger
Jacob Michael Burger (San Luis, Misuri, 10 de abril de 1996), más conocido como Jake Burger, es un jugador profesional estadounidense de béisbol que se desempeña en la posición de tercera base en Texas Rangers, equipo de las Grandes Ligas de Béisbol (MLB).

## Carrera
Burger hizo su debut en la MLB con el equipo Chicago White Sox, en el cual jugó tres temporadas (2021-2023), después pasó a Miami Marlins (2023-2024), posteriormente a Texas Rangers.